# Phare du cap Bénat
Pour les articles homonymes, voir Phare du Cap Blanc.
Le phare du cap Bénat ou phare du cap Blanc se trouve à l'est du fort de Brégançon et fait partie de la commune de Bormes-les-Mimosas, proche du Lavandou. La date de sa construction n'est pas connue car les archives ont été détruites.

## Présentation
Il est en arrière de l'ancienne batterie du cap Blanc.
Un sémaphore est proche de cette maison-phare qui se trouve maintenant en limite du domaine résidentiel privé du cap Bénat et n'est donc pas accessible en voiture. 
Il est automatisé depuis 1984 et télécontrôlé depuis Porquerolles.